# Donny Toia
Donny Toia est un joueur américain de soccer, né le 28 mai 1992 à Tucson en Arizona. Il joue au poste d'arrière gauche.

## Biographie
À la suite de la dissolution du Chivas USA, Toia rejoint l'Impact de Montréal via le 6e choix du repêchage de dispersion le 19 novembre 2014.
À l'issue de la saison 2016, il est choisi en première position lors du repêchage d'expansion par Atlanta United avant d'être échangé, quelques heures plus tard, au Orlando City SC contre un choix de première ronde à la prochaine MLS SuperDraft.
Le 14 décembre 2018, il sélectionné lors de la "Re-Entry Draft" par le Real Salt Lake, club dans lequel il avait déjà évolué de 2009 à 2011.

## Statistiques
| Saison                | Club                  | Championnat           | Championnat | Championnat | Coupe(s) nationale(s) | Coupe(s) nationale(s) | Compétition(s) continentale(s) | Compétition(s) continentale(s) | Compétition(s) continentale(s) | Séries | Séries | Total | Total |
| Saison                | Club                  | Division              | M.          | B.          | M.                    | B.                    | Comp.                          | M.                             | B.                             | M.     | B.     | M.    | B.    |
| 2013                  | Phoenix FC            | USL Pro               | 24          | 6           | 0                     | 0                     | -                              | -                              | -                              | -      | -      | 24    | 6     |
| 2014                  | Chivas USA            | MLS                   | 27          | 0           | 1                     | 0                     | -                              | -                              | -                              | -      | -      | 28    | 0     |
| 2015                  | Impact de Montréal    | MLS                   | 31          | 1           | 2                     | 0                     | LCC                            | 6                              | 0                              | 3      | 0      | 42    | 1     |
| 2016                  | Impact de Montréal    | MLS                   | 17          | 0           | 0                     | 0                     | -                              | -                              | -                              | 1      | 0      | 18    | 0     |
| 2017                  | Orlando City SC       | MLS                   | 30          | 0           | 0                     | 0                     | -                              | -                              | -                              | -      | -      | 30    | 0     |
| 2018                  | Orlando City SC       | MLS                   | 4           | 0           | 1                     | 0                     | -                              | -                              | -                              | -      | -      | 5     | 0     |
| 2019                  | Real Salt Lake        | MLS                   | 24          | 1           | 1                     | 0                     | -                              | -                              | -                              | 2      | 0      | 27    | 1     |
| 2020                  | Real Salt Lake        | MLS                   | 21          | 0           | 0                     | 0                     | -                              | -                              | -                              | -      | -      | 21    | 0     |
| 2021                  | Real Salt Lake        | MLS                   | 19          | 0           | 0                     | 0                     | -                              | -                              | -                              | 0      | 0      | 19    | 0     |
| 2022                  | FC Tucson             | USL1                  | 18          | 5           | -                     | -                     | -                              | -                              | -                              | -      | -      | 18    | 5     |
| Total sur la carrière | Total sur la carrière | Total sur la carrière | 215         | 13          | 5                     | 0                     | -                              | 6                              | 0                              | 6      | 0      | 232   | 13    |